# Видава (річка)
Видава — річка в Україні, в  Шепетівському районі Хмельницької області. Права притока Горині (басейн Дніпра).

## Опис
Довжина 13 км, похил річки — 3,8 м/км. Формується з багатьох безіменних струмків та водойм. Площа басейну 69,8 км².

## Розташування
Бере початок на північному заході від Мирного. Спочатку тече на північний захід через Білогородку, а потім на північний схід через Покощівку і впадає у річку Горинь, праву притоку Прип'яті. 
Річку перетинає автомобільна дорога Н02.